# Sveti Andrej, Škofja Loka
Sveti Andrej, pogosto zapisano okrajšano kot Sv. Andrej, je naselje v Občini Škofja Loka. Od leta 1955 do 1997 se je naselje imenovalo Andrej nad Zmincem.
Naselje je hribovska vas, ki leži med Hrastnico in Bodoveljsko grapo v Občini Škofja Loka. Vas je dobila ime po cerkvi sv. Andreja, pod njo pa je gostišče Rupar.